# Common Sense (Pamphlet)

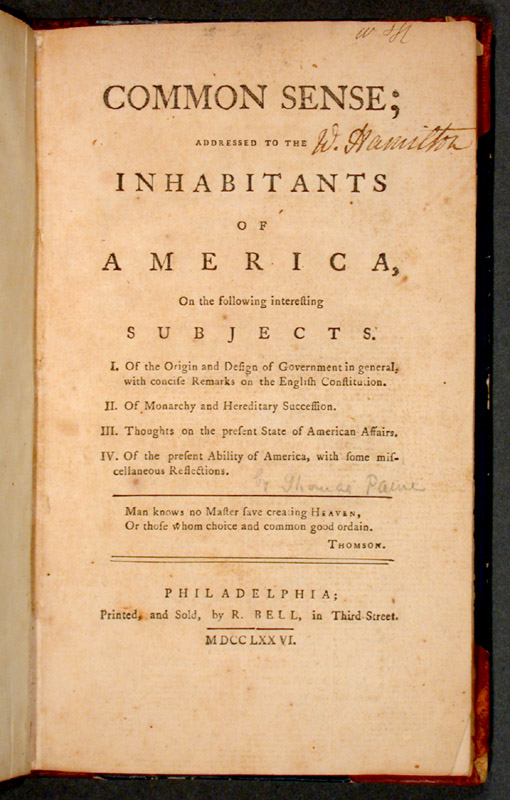
Titelseite von Thomas Paines Streitschrift Common Sense

Common Sense ist der Titel eines Pamphlets, das Thomas Paine am 10. Januar 1776 – zunächst anonym – während der Amerikanischen Revolution veröffentlichte. Frei von jeglichen gefühlsmäßigen Bindungen an Großbritannien legte Paine dar, dass es Aufgabe Amerikas sei, die Unabhängigkeit zu erringen und ein neues, demokratisches Regierungssystem einzuführen, das sich auf die Prinzipien der Menschenrechte gründe. „Common Sense“ hatte einen enormen Erfolg zu verbuchen und bewirkte einen Meinungsumschwung zu Gunsten der Patrioten. 
Dem Namen der Streitschrift liegt die europäische Common-Sense-Philosophie zugrunde.

## Aufbau und Inhalt
Paines Pamphlet ist in vier Hauptkapitel gegliedert, die auf der Titelseite verzeichnet sind:
- I. Of the Origin and Design of Government in general, with concise Remarks on the English Constitution.[2] („Über den Ursprung und den Aufbau einer Regierung im Allgemeinen, mit kurzgefassten Anmerkungen zur englischen Verfassung“)
- II. Of Monarchy and Hereditary Succession.[2] („Von Monarchie und Erbfolge“)
- III. Thoughts on the present State of American Affairs.[2] („Gedanken über den jetzigen Zustand der amerikanischen Angelegenheiten“)
- IV. On the Present Ability of America, with some Miscellaneous Reflections.[2] („Über die gegenwärtige Fähigkeit Amerikas, mit sonstigen vermischten Betrachtungen“)

Neben der im Vordergrund stehenden Darlegung der Notwendigkeit einer Trennung vom Mutterland sind in „Common Sense“ auch naturrechtliche und demokratische Ideen verankert, die wegweisend für die spätere Unabhängigkeitserklärung waren.

## Popularität
„Common Sense“ wurde das populärste Pamphlet in den amerikanischen Kolonien und erreichte eine Auflage von 120.000 Exemplaren in drei Monaten. Die heutige Forschung vermutet, dass bereits Anfang des Jahres 1776 die Hälfte aller amerikanischen Kolonisten auf die eine oder andere Weise Passagen aus „Common Sense“ vernommen hatten. Insgesamt erreichte das Pamphlet eine Auflage von mehr als 500.000 Exemplaren. Dieser ungeheure Erfolg ist auch darauf zurückzuführen, dass Paine – im Gegensatz zu den meisten übrigen Verfassern seiner Zeit – eine volksnahe Sprache gebrauchte. Bei den Aristokraten stieß es hingegen wegen der Forderung nach einem einheitlichen Parlament (ohne privilegiertes House of Lords) auf Kritik.

## Bedeutung und Auswirkungen
Die Flugschrift, in der Paine den damaligen britischen König Georg III. als „Pharao“ und „königliches Untier“ geißelt, bewirkte vielfach einen Meinungsumschwung und nahm Teile der amerikanischen Bevölkerung für die Unabhängigkeitsidee ein. „Common Sense“ beeinflusste entscheidend die von Thomas Jefferson verfasste, am 4. Juli 1776 unterzeichnete Unabhängigkeitserklärung. Paine war der Erste, der vorschlug, die neue Nation „Vereinigte Staaten von Amerika“ zu nennen.
Laut dem Historiker Jürgen Heideking „entzündete Thomas Paines Flugschrift Common Sense den Funken, der das Pulverfass zur Explosion brachte.“